# James McIsaac
Pour les articles homonymes, voir McIsaac.
James McIsaac (né le 18 mars 1889 à Sainte-Adélaïde-de-Pabos, et décédé le 24 juillet 1970 à Montréal) est un des illustrateurs les plus connus du Québec durant l'entre-deux-guerres. Souvent présenté comme un pionnier de l'illustration pour la jeunesse au Québec, il a réalisé des dessins et des gravures pour de nombreuses œuvres de fictions (contes, romans, bandes dessinées) ou des séries historiques connues,. Il a illustré des œuvres comme Chez nos ancêtres de Lionel Groulx, une édition en bandes dessinées du Jean Rivard d'Antoine Gérin-Lajoie et de nombreux romans de Marie-Claire Daveluy édités à la Librairie Granger frères. Il a aussi été caricaturiste pour le journal montréalais Le Nationaliste, dont la caricature est devenue l'image de marque et a fréquemment inspiré les éditoriaux du célèbre pamphlétaire Olivar Asselin.